# 오스트마르크 (오스트리아)

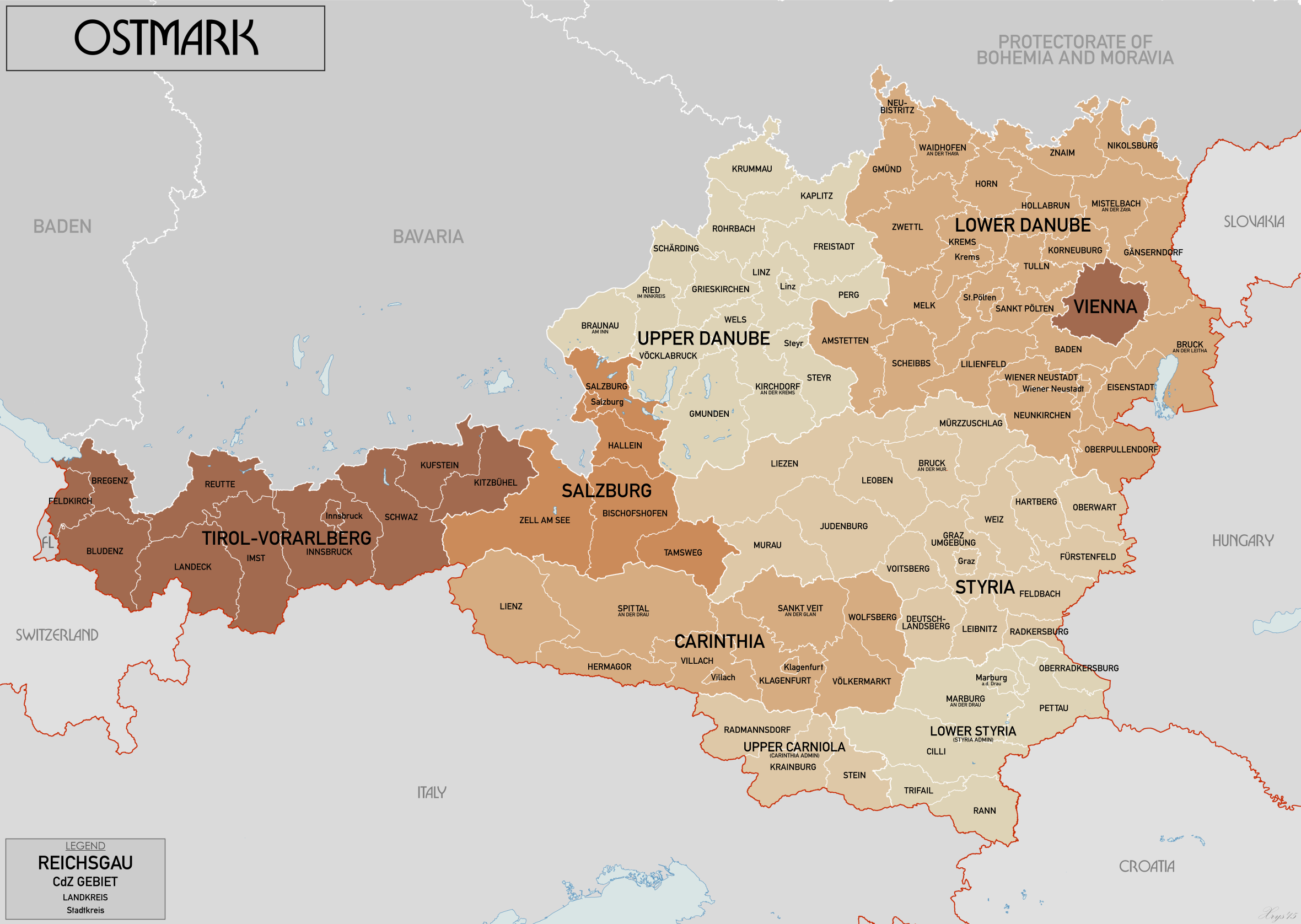
1941년의 오스트마르크

오스트마르크(독일어: Ostmark)는 역사적으로 중세 변경군인 오스트리아 변경백국을 지칭하는 명칭이었다. 1938년부터 1942년까지 나치 독일과의 오스트리아 병합(안슐루스) 이후 이전에 독립된 오스트리아 연방 국가를 지칭하기 위해 나치 선전에서 또한 사용되었다. 안슐루스 시대부터 1939년까지 공식적으로 사용된 이름은 외스터라이히("오스트리아주")였다.

## 같이 보기
- 나치 독일이 병합한 지역